# Biarre
Biarre – miejscowość i gmina we Francji, w regionie Hauts-de-France, w departamencie Somma.
Według danych na rok 1990 gminę zamieszkiwało 65 osób, a gęstość zaludnienia wynosiła 27 osób/km² (wśród 2293 gmin Pikardii Biarre plasuje się na 932. miejscu pod względem liczby ludności, natomiast pod względem powierzchni na miejscu 1098.).